# Біологія тварин
«Біологія тварин» — український реферований щоквартальний науковий журнал. Заснований у 1998 році. Видавець — Інститут біології тварин НААН.
Проблематика: фізіологія і біохімія, живлення та годівля, екологія і токсикологія, клітинна та молекулярна біологія, ветеринарна медицина, генетика, розведення і селекція, цитологія, імунологія, морфологія, мікробіологія та біотехнологія.
Мова видання: українська, англійська.
Журнал «Біологія тварин» включено до міжнародних наукометричних баз даних: Index Copernicus (www.indexcopernicus.com, червень 2014 р.)
За базою даних Національної бібліотеки України «Бібліометрика української науки», на 13.04.2015 року журнал має індекс Гірша h=8 і посідає 32 місце зі 146 у загальному списку наукової періодики України, на рівні з журналами «Беркут» та «Вестник зоологии».